# Guatteria viridiflora
Guatteria viridiflora là loài thực vật có hoa thuộc họ Na. Loài này được G.Don mô tả khoa học đầu tiên năm 1831.